# ЗІЛ-41041
ЗІЛ-41041 — 5-тимісний радянський легковий автомобіль вищого класу з кузовом типу седан.
ЗІЛ-41041 був створений в 1986 році як вкорочена версія урядового лімузина ЗІЛ-41047 з п'ятимісним кузовом седан і укороченою до 3300 мм колісною базою. Зменшення довжини до 5750 мм і зниження маси до 3160 кг додало автомобілю більш високі динамічні показники. Формально виробництво моделі не припинено, але реально автомобілі не випускаються. З 1986 по 2000 рік випущено 26 екземплярів, 12 з них побудовано в кінці 1990-х на замовлення мерії Москви, 3 штуки були порізані для виробництва автомобіля "41041 АМГ". Є аналогом Lincoln , Cadillac, Bentley, Rolls-Royce.

## Технічні характеристики

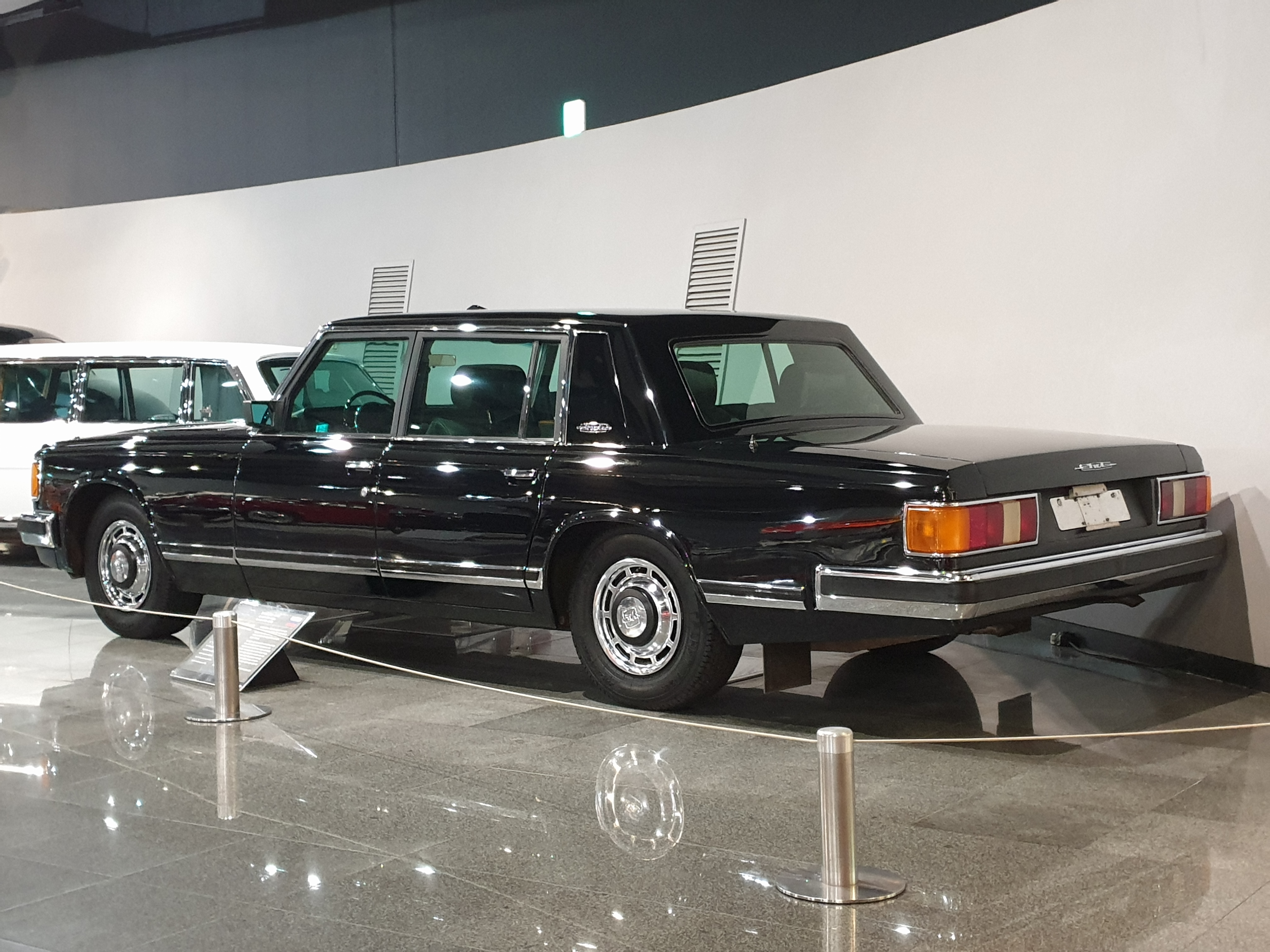
ЗІЛ-41041

| Технічні характеристики       | Технічні характеристики                         |
| ----------------------------- | ----------------------------------------------- |
| Двигун                        | Бензиновий                                      |
| Тип двигуна                   | карбюраторний, чотиритактний, восьмициліндровий |
| Марка двигуна                 | ЗІЛ-4104                                        |
| Циліндри / Клапани            | V8 / 16                                         |
| Об'єм                         | 7695 см3                                        |
| Хід поршня / Діаметр циліндра | 105 / 108 мм                                    |
| Ступінь стиску                | 9,5                                             |
| Система живлення              | карбюратор                                      |
| Охолодження                   | рідинне                                         |
| Потужність                    | 315 к.с. (232 кВт) при 4400-4600 об/хв          |
| Крутний момент                | 610 Нм при 2500-2700 об/хв                      |
| Трансмісія                    | 3-ст. АКПП                                      |
| Макс. швидкість               | 200 км/год                                      |